# José Dolhem
Louis José Lucien Dolhem (Párizs, 1944. április 26. – Saint-Just-Saint-Rambert, 1988. április 16.) francia autóversenyző. Unokatestvére, Didier Pironi szintén sikeres autóversenyző volt, több Formula–1-es versenyen is győzött.

## Pályafutása
A Formula–1-es világbajnokság három versenyén volt jelen az 1974-es szezonban. Sem a francia, sem az olasz futamra nem tudta kvalifikálni magát. A szezonzáró amerikai nagydíjon már elrajtolhatott. A futam kilencedik körében csapattársa, Helmuth Koinigg halálos balesetet szenvedett. Az eset után José visszalépett a folytatástól és feladta a versenyt.
1973 és 1978 között négy alkalommal állt rajthot a Le Mans-i 24 órás versenyen. A 73-as futamon honfitársával, Alain Serpaggi-al a kilencedik helyen zárt.
1988. április 16-án, Saint-Étienne közelében halálos repülőgép balesetet szenvedett.

## Eredményei

### Le Mans-i 24 órás autóverseny
| Év   | Csapat                             | Autó               | Csapattárs            | Csapattárs     | Csapattárs    | Helyezés | Kiesés oka |
| ---- | ---------------------------------- | ------------------ | --------------------- | -------------- | ------------- | -------- | ---------- |
| 1973 | Automobiles Charles Pozzi          | Ferrari 365 GTB/4  | Alain Serpaggi        |                |               | 9.       |            |
| 1974 | Equipe Gitanes                     | Matra-Simca MS670B | Jean-Pierre Jaussaud  | Bob Wollek     |               | Kiesett  | Motorhiba  |
| 1976 | Renault Sport                      | Alpine A442        | Jean-Pierre Jabouille | Patrick Tambay |               | Kiesett  |            |
| 1978 | Equipe Renault Elf Sport Calberson | Alpine A442B       | Jean-Pierre Jabouille | Jean Ragnotti  | Guy Fréquelin | Kiesett  | Motorhiba  |

### Teljes Formula–1-es eredménysorozata
(Táblázat értelmezése)

(Félkövér: pole-pozícióból indult; dőlt: leggyorsabb kört futott) 

| Év   | Csapat  | 1   | 2   | 3   | 4   | 5   | 6   | 7   | 8   | 9      | 10  | 11  | 12  | 13     | 14  | 15     | Helyezés | Pont |
| ---- | ------- | --- | --- | --- | --- | --- | --- | --- | --- | ------ | --- | --- | --- | ------ | --- | ------ | -------- | ---- |
| 1974 | Surtees | ARG | BRA | RSA | ESP | BEL | MON | SWE | NED | FRA NK | GBR | GER | AUT | ITA NK | CAN | USA Ki | -        | 0    |